# Струтинський Богдан Дмитрович
Богдан Дмитрович Струтинський (нар. 19 липня 1970, Старий Лисець Тисменицького району на Івано-Франківщині) — український театральний режисер, педагог та продюсер, громадський діяч, директор — художній керівник Київського національного академічного театру оперети, голова Національної спілки театральних діячів України. Заслужений діяч мистецтв України. Народний артист України (2015).

## Життєпис
Богдан Струтинський народився 19 липня 1970 в селі Старий Лисець Тисменицького району на Івано-Франківщині.
У 1987 році вступив до Калуського училища культури. Після закінчення культучилища, у 1990 році, поступив до Рівненського інституту культури. У 1992 році перевівся в Київський державний інститут театрального мистецтва ім. І. Карпенка-Карого.
У 1996 році Богдан Струтинський закінчив Київський державний інститут театрального мистецтва ім. І. Карпенка-Карого (майстерня Леся Танюка).
У 1995 — стажування у Центрі Єжи Гротовського (Вроцлав, Польща), за рік — у Москві.
З 1998 року Богдан Струтинський викладає акторську майстерність та режисуру драми у Київському національному університеті театру, кіно і телебачення імені Івана Карпенка-Карого.
У 2002 — поставив на Майдані свято «День Незалежності».
Богдан Струтинський у 2003 році стає художнім керівником, а 2004 року — директором Київського національного академічного театру оперети.
Є керівником українсько-польського музичного проєкту «10 тенорів».

## Громадська діяльність
У 2016 році, під час позачергового з'їзду Національної спілки театральних діячів України, Богдана Струтинського було обрано Головою Спілки.
Є головою Міжнародної громадської організації «Івано-Франківське земляцтво».

## Нагороди та відзнаки
- Орден «За заслуги» І ступеня (27 червня 2020)[3]
- Орден «За заслуги» ІІ ступеня (26 березня 2019)[4]
- Орден «За заслуги» ІІІ ступеня
- Заслужений діяч мистецтв України (2007)
- Народний артист України (22 січня 2015)[5]
- Почесна грамота Верховної Ради України
- Великий Хрест «Ордена Заслуг» (2017, Угорщина)[6]
- «Київська пектораль» у номінації «Подія року» за потужну активізацію діяльності Національної спілки театральних діячів України (2019)
- «Київська пектораль» за найкращу музичну виставу, «Скрипаль на даху» (2019)[7]